# Zolotonocha
Zolotonocha (en ukrainien et en russe : Золотоноша) est une ville de l'oblast de Tcherkassy, en Ukraine, et le centre administratif du raïon de Zolotonocha. Sa population s'élevait à 28 371 habitants en 2013.

## Géographie
Zolotonocha est située sur la rivière Zolotonochka, à 27 km au nord de Tcherkassy. Elle possède une gare ferroviaire.

## Histoire
La première mention écrite de Zolotonocha remonte à 1576. En 1635, elle obtient des privilèges urbains (droit de Magdebourg). Dans les années 1930, plusieurs usines sont implantées.
Durant la Seconde Guerre mondiale, Zolotonocha est occupée par l'Allemagne nazie du 19 septembre 1941 au 22 septembre 1943. Les Juifs, qui représentaient 11,4% de la population totale de la ville avant-guerre, sont assassinés lors d'exécutions de masse perpétrées en septembre et novembre 1941Dans un camp de concentration installé à proximité, périssent 12 570 personnes. En février 1942, une organisation de résistance antifasciste est créée dans la ville occupée. Plus de 2 000 habitants de la ville participent aux combats de la guerre et près de mille d'entre eux sont tués.
Zolotonocha a le statut de ville depuis 1981.

## Population
Recensements (*) ou estimations de la population :
| 1897* | 1910   | 1923*  | 1926*  | 1939*  |
| ----- | ------ | ------ | ------ | ------ |
| 8 739 | 13 800 | 15 657 | 15 481 | 18 351 |

| 1959*  | 1970*  | 1979*  | 1989*  | 2001*  |
| ------ | ------ | ------ | ------ | ------ |
| 26 403 | 27 639 | 28 579 | 30 715 | 28 793 |

| 2009   | 2010   | 2011   | 2012   | 2013   |
| ------ | ------ | ------ | ------ | ------ |
| 28 591 | 28 463 | 28 462 | 28 454 | 28 371 |

## Lieux culturels
Le Monastère de Krasnohorsk.

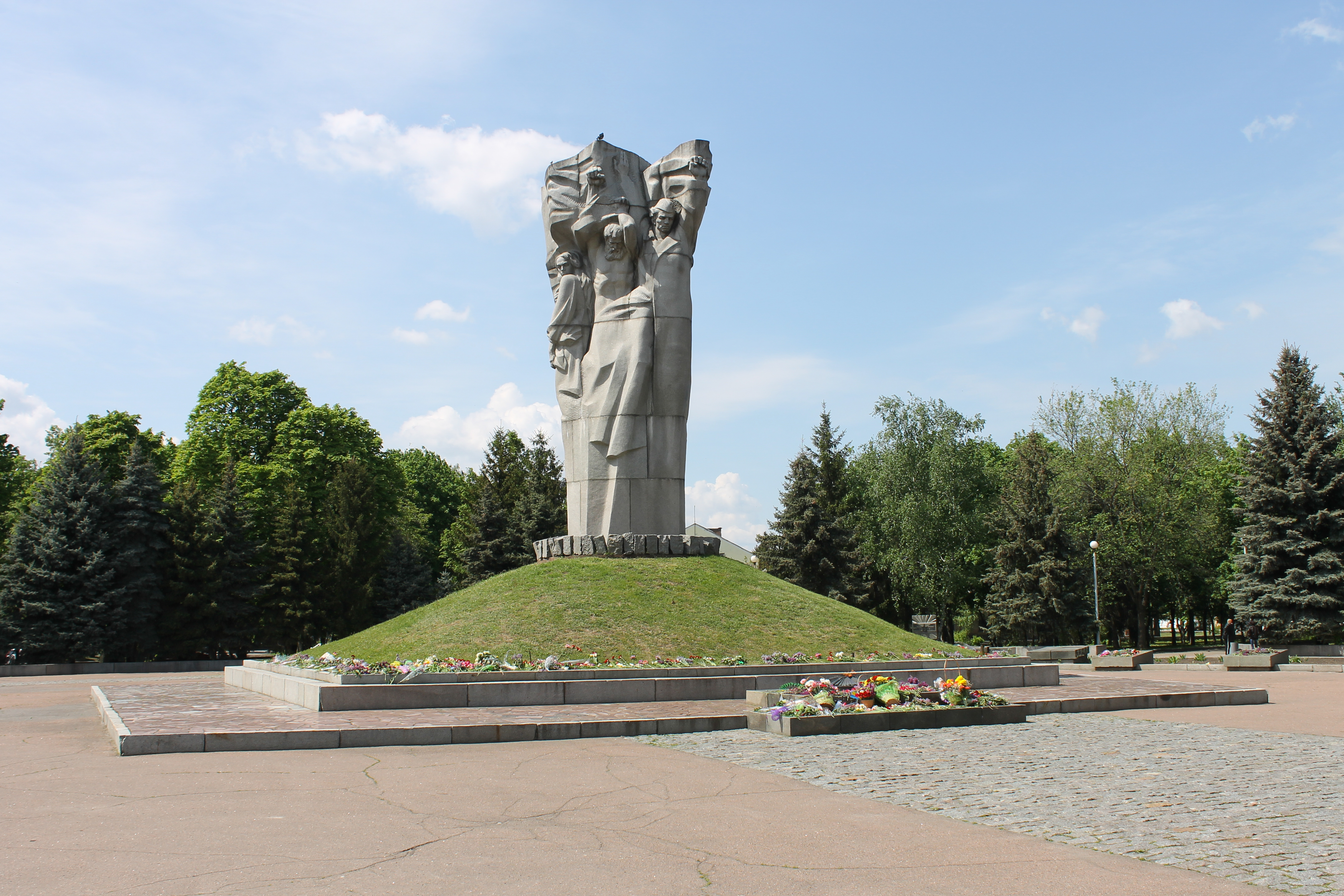
Monument aux morts, classée
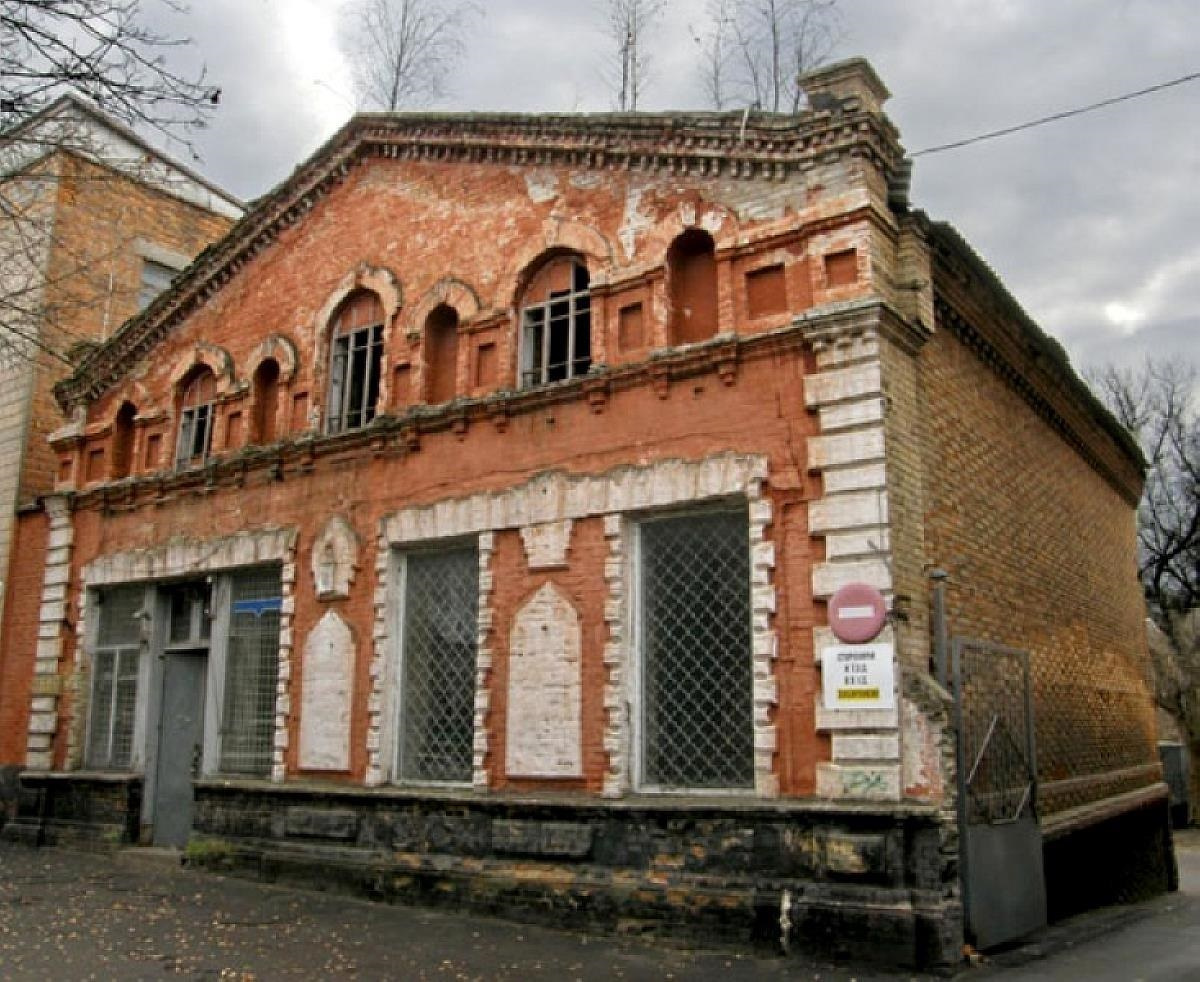
la synagogue,
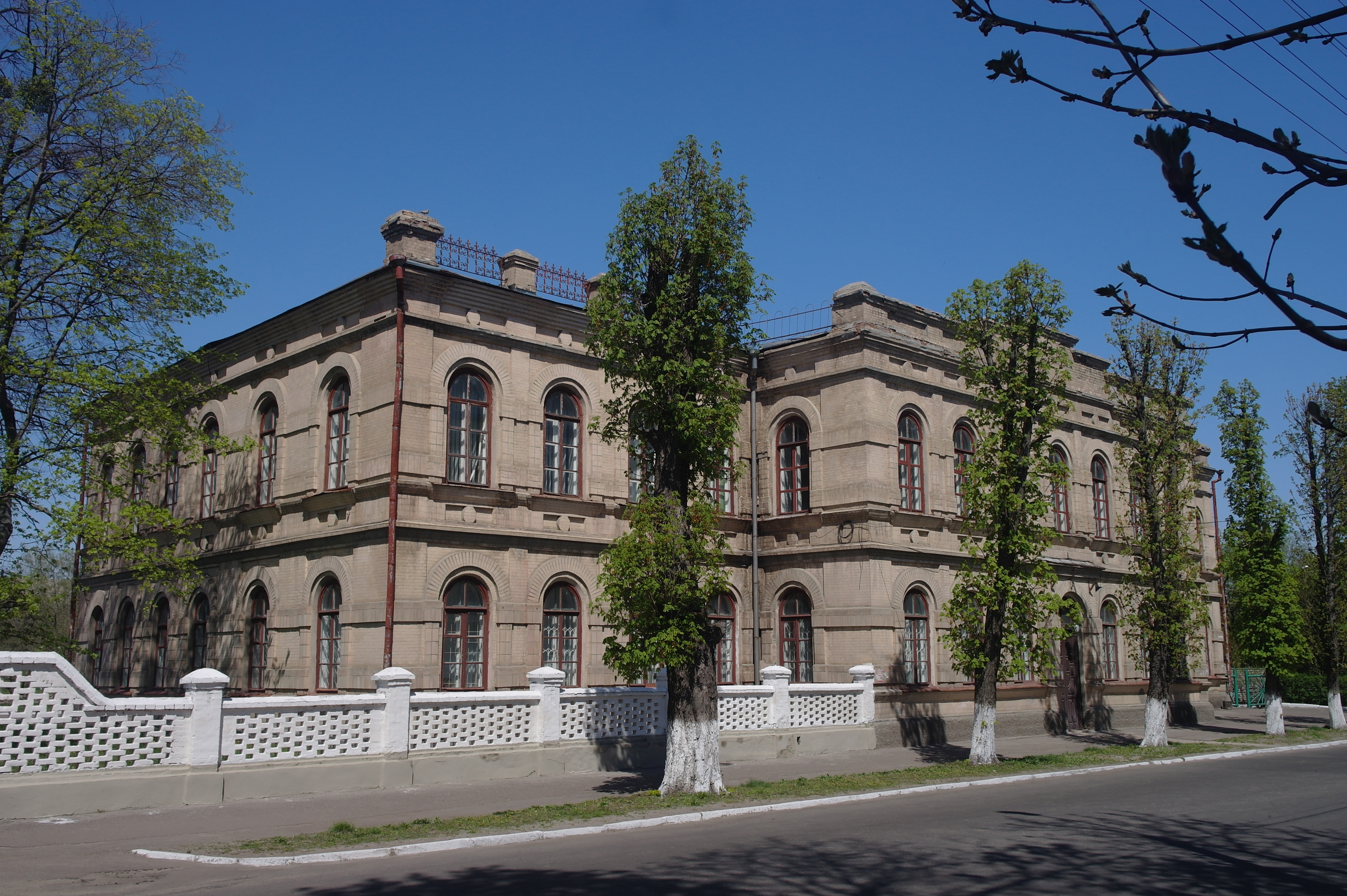
le gymnasium pour filles, classé[5],
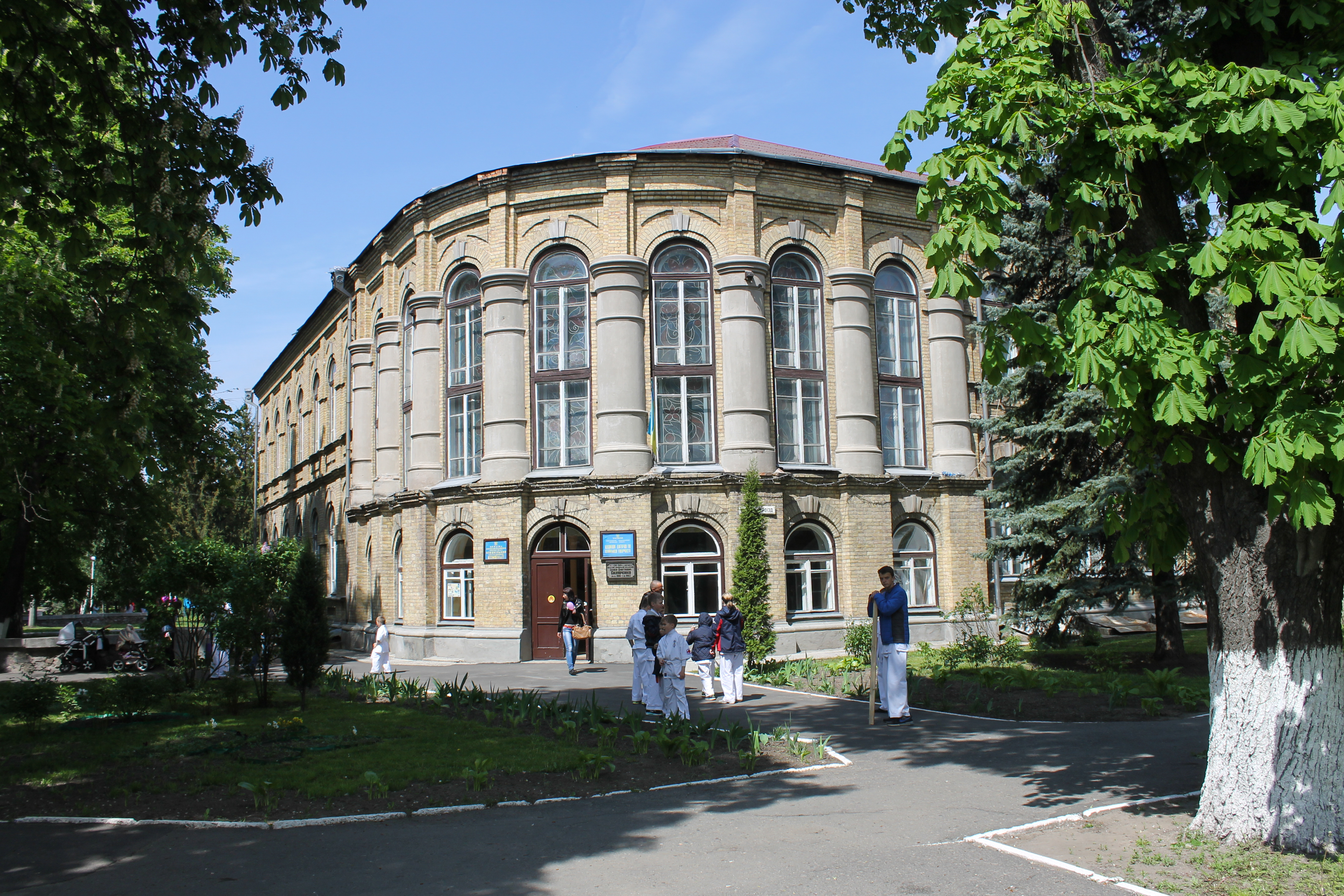
le gymnasium pour garçons, classé[6],
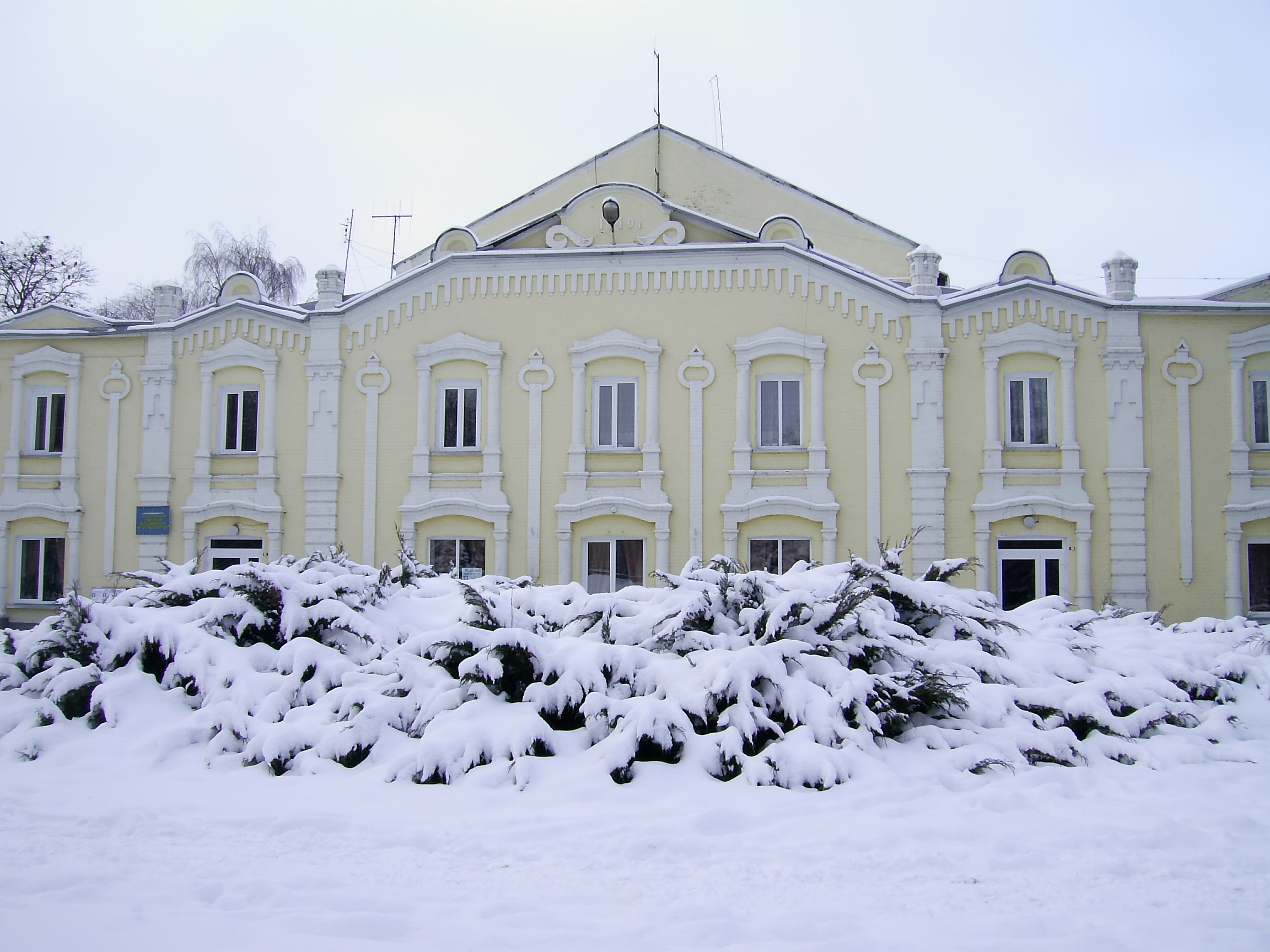
la maison de la culture, classée[7],
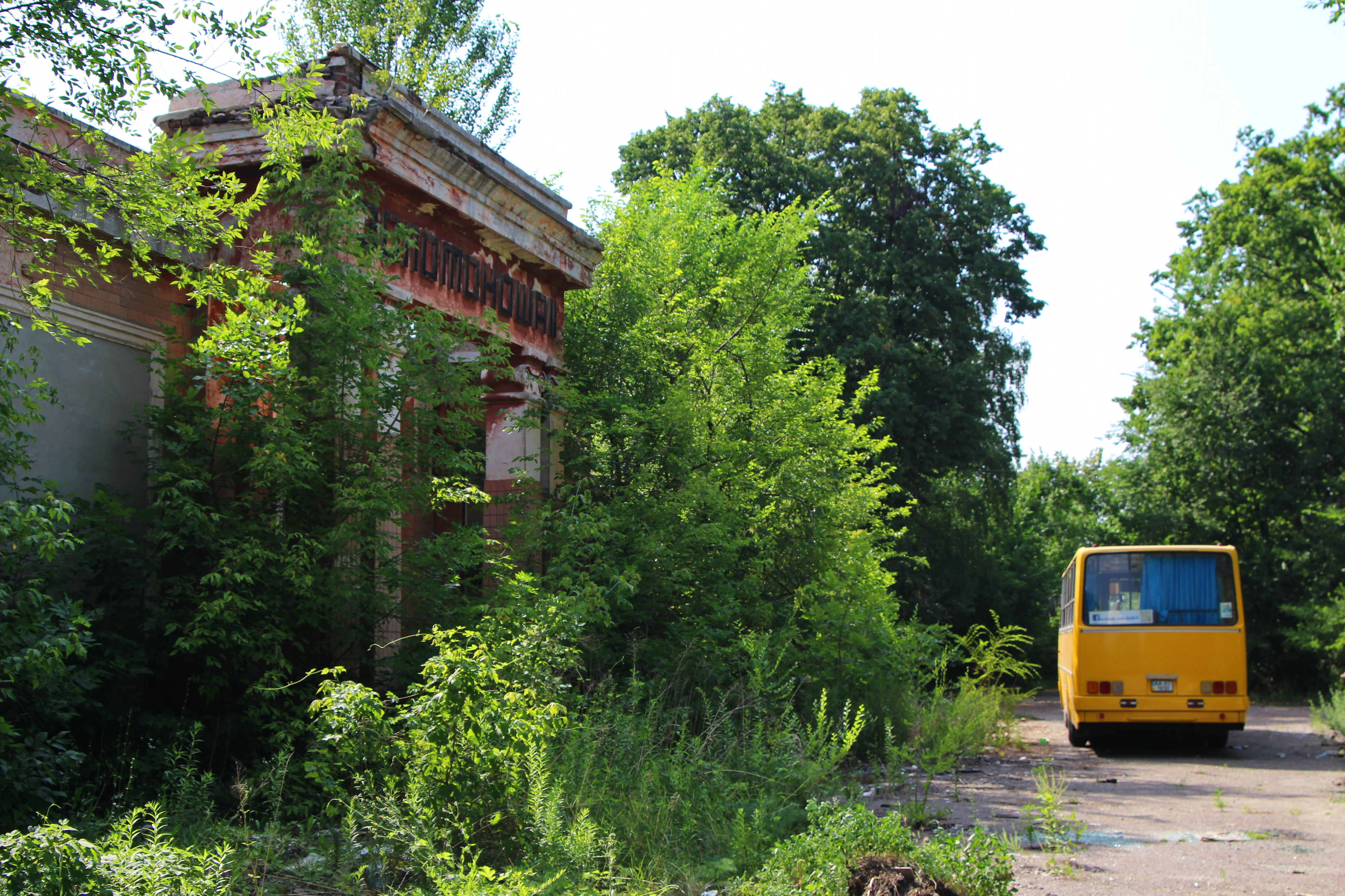
la gare Zolotonocha II, classée[8].

## Personnalité
- Isaac Boleslavski (1919-1957), grand maître international soviétique d'échecs